# Marino Morosini
Marino Morosini, död 1253, var en venetiansk doge. Han var regerande doge av Venedig 1249–1253.